# War Of Change
War Of Change е вторият сингъл на канадската християнска рок група Thousand Foot Krutch от шестия си студиен албум The End Is Where We Begin Песента в скоро време ще влезе в билборд а албума влезе в Billboard Canada под номер 1 и дебютира в Billboard US под номер 14 също така песента влезе в ChristianRock.Net под класацията номер 1, песента влезе също в US Active Rock под номер 38.